# Michaël Maarschalkerweerd

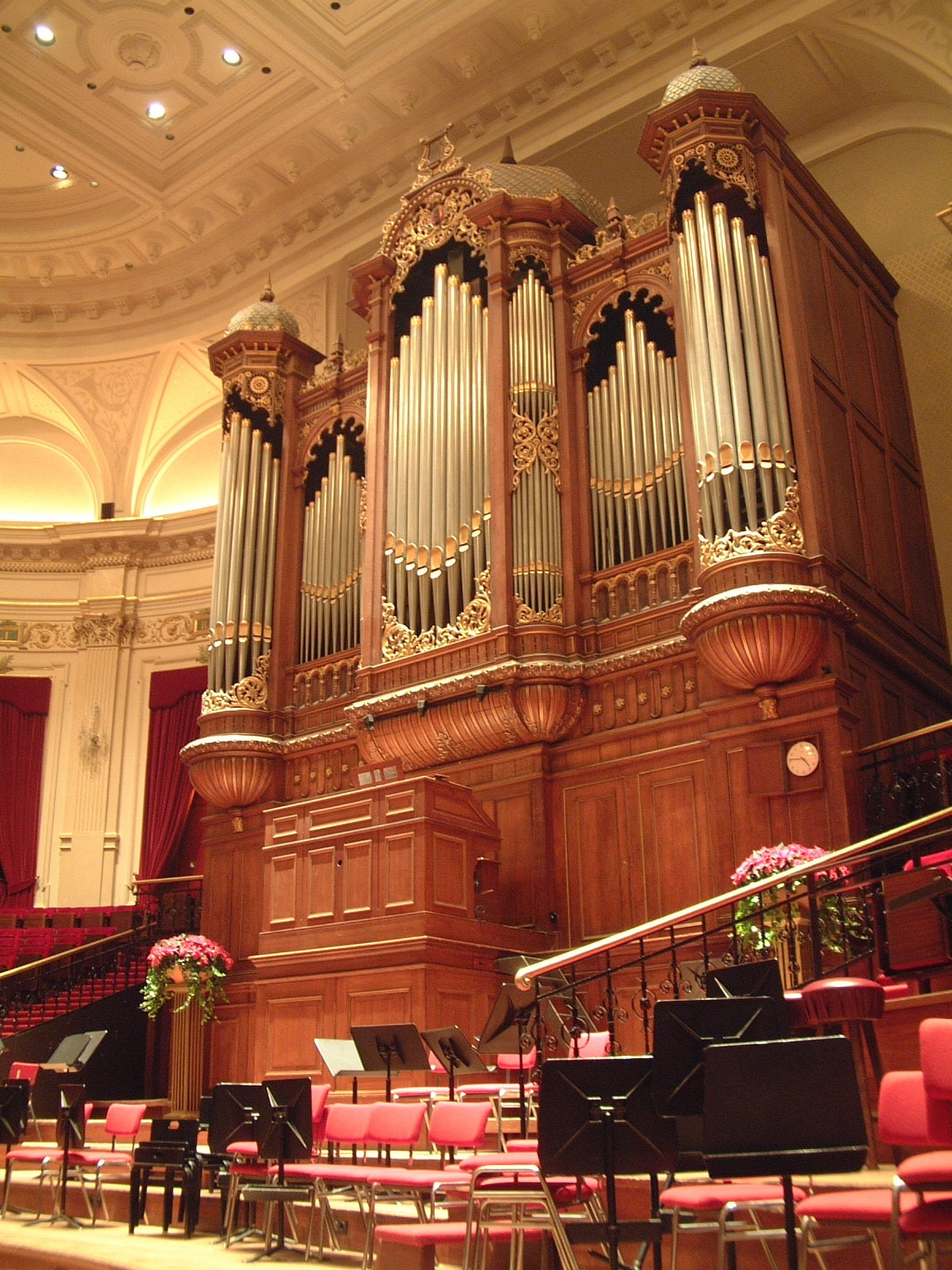
Maarschalkerweerds bekendste werk is het orgel van het Concertgebouw in Amsterdam uit 1891

Michaël Maarschalkerweerd (Utrecht, 24 december 1838 – aldaar, 27 februari 1915) was een Nederlands orgelbouwer. Vanaf circa 1860 werkte hij bij zijn vader in het bedrijf dat in 1865 de naam Maarschalkerweerd & Zoon kreeg. Het bedrijf heeft tot 1940 bestaan.

## Leven en werk
Hij was de zoon van Pieter Maarschalkerweerd, die ook orgelbouwer was, en Everarda Woudenberg. Hij studeerde waterbouwkunde en is een tijd bij Rijkswaterstaat in dienst geweest. Hij stond op het punt om te gaan werken in Nederlands-Indië. Hij ging echter in 1860 bij zijn vader in de orgelfabriek werken. In 1875 trouwde hij met Elisabeth van Groeningen. In 1879 kregen zij een tweeling, die spoedig overleed. In 1883 werd een dochter, Maria Cornelia Everarda Maarschalkerweerd geboren.
Michaël bouwde orgels die in de traditie van de neogotiek passen en zijn orgels zijn dan ook meer geschikt voor het spelen van 19e-eeuwse romantische werken dan voor de uitvoering van oudere barokmuziek. In zijn bedrijf werkten rond 1900 ruim twintig mensen. Hij noemde zich als een der eerste orgelbouwers ook orgelfabrikant, wat wijst op een geleidelijk toenemende mechanisatie en gebruikmaking van toeleveranciers.
Hij was lid van het St. Bernulphusgilde, dat onder leiding stond van plebaan Gerard van Heukelum en dat de Nederrijnse gotiek wilde doen herleven. Hij tekende, al dan niet samen met zijn vader, voor 175 orgels, waarbij de reparatie-opdrachten niet zijn meegerekend.
Na zijn dood in 1915 werd het bedrijf voortgezet door Cornelis Hermanus van Brussel, J.J. Elbertse en L. Collard, die tot dan toe meesterknechten geweest waren. Elbertse verliet de firma na twee jaar om zijn eigen orgelmakerij op te richten. Van Brussel overleed in 1935, waarna Collard de firma Maarschalkerweerd & Zoon voortzette tot 1940.

## Orgels

### Samen met Pieter Maarschalkerweerd
- Sint Petrus en Pauluskerk te Soest, 1866, sterk gewijzigd
- Hervormde kerk te Welsum, 1867, nog vrijwel intact.
- Sint-Bavokerk te Oud Ade, 1869, in een kast van Friedrich Wilhelm Mengelberg, de vader van de dirigent Willem Mengelberg en enige tijd werknemer bij de orgelbouwer Maarschalkerweerd
- Kerk van Jacobus de Meerdere te Enschede, 1870, mogelijk het eerste orgel van Michaël alleen.
- Sint-Dominicuskerk te Utrecht, 1872, tegenwoordig in de Sint-Laurentiuskerk te Bilthoven
- Johannes de Doperkerk of Havenkerk te Schiedam, 1875, grotendeels intact
- H. Barbarakerk te Bunnik, 1876, nu in de bedevaartkerk van de H.H. Martelaren van Gorcum in Brielle
- H.H. Martelaren van Gorcum te Brielle, 1877, gerestaureerd in 2001
- Hartebrugkerk te Leiden, 1877, in 1977 gerestaureerd
- Sint-Martinuskerk te Vaassen, 1878, in 1974 gerestaureerd
- Johannes de Doperkerk te Mijdrecht, 1879
- Sint-Pancratiuskerk te Tubbergen, 1881
- Sint-Petrus-en-Pauluskathedraal te Paramaribo, Suriname, 1890
- Sint Dionysiuskerk te Putte

### Michaël alleen

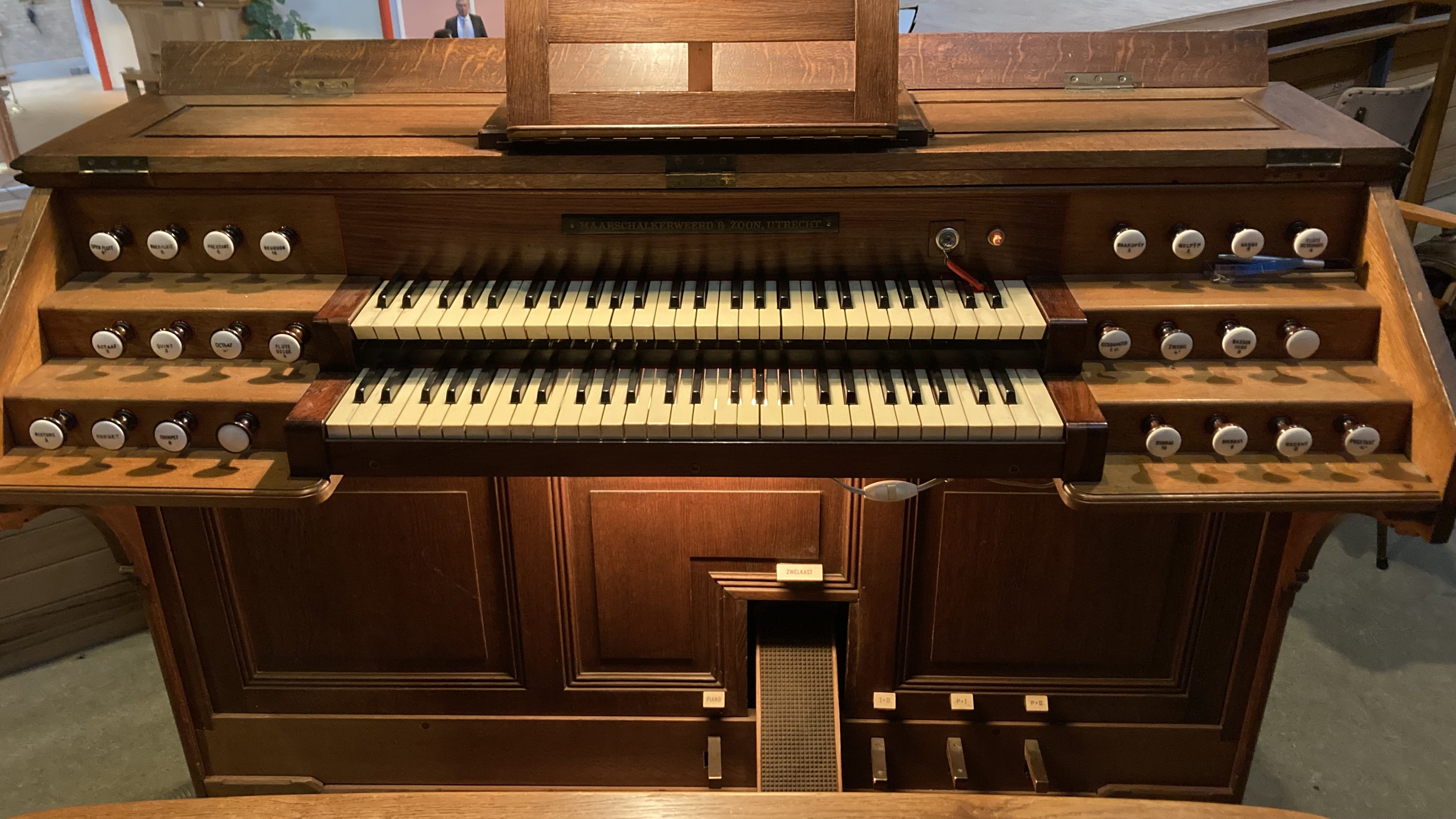
Speeltafel van het orgel in de St-Martinuskerk te Doesburg. Frans model, 1889

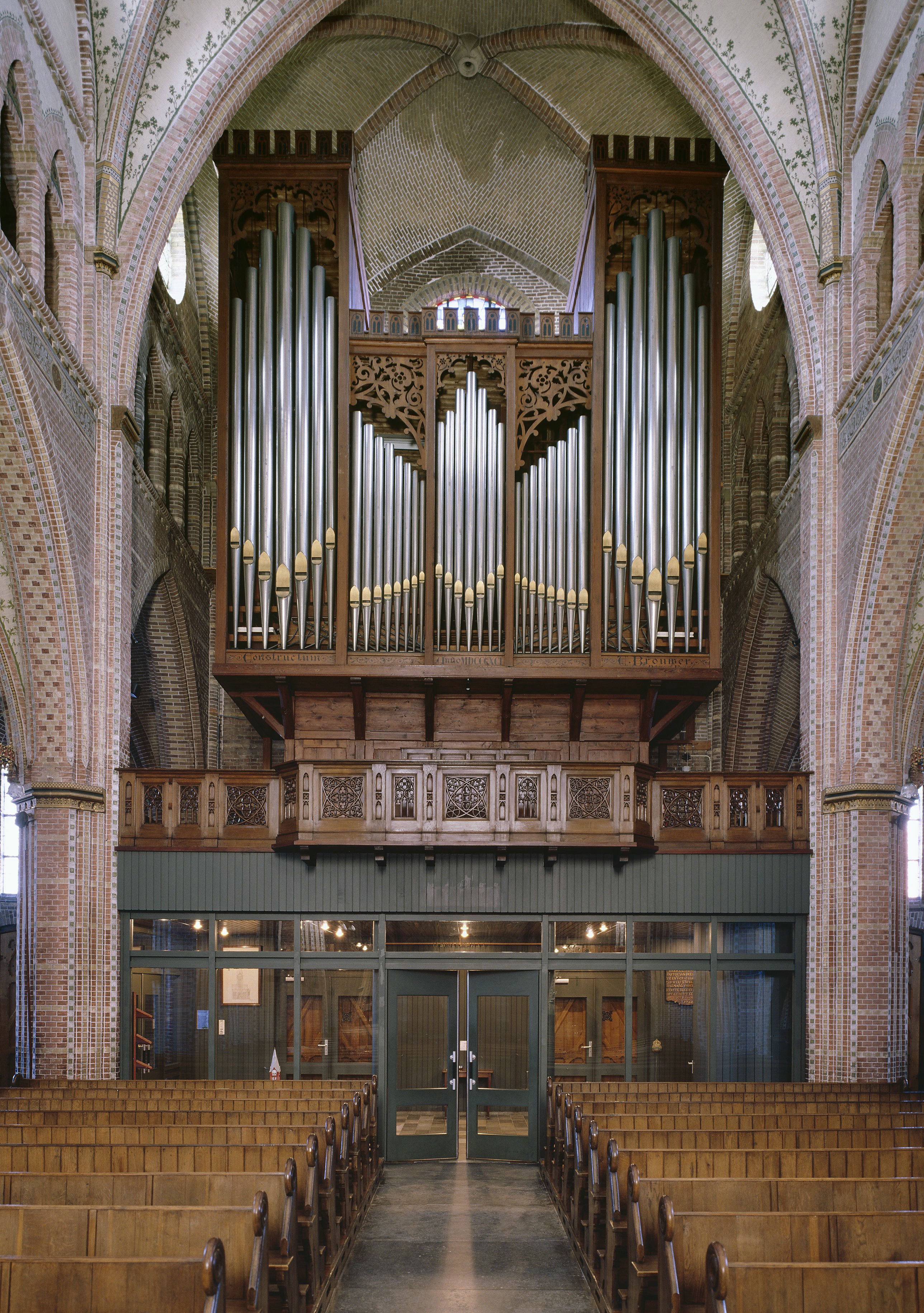
Orgel van de Sint-Martinuskerk (Sneek), 1891

- Sint-Vituskerk te Dedemsvaart, 1881
- Allerheiligst Hart van Jezuskerk te Rotterdam, 1882, verwoest bij het bombardement van 1940
- Heilige Cyriacus en Franciscuskerk te Hoorn, 1883, gerestaureerd in 2003
- Sint Willibrordkerk te Utrecht, 1885, uitgebreid in 1947 door Verschueren en gerestaureerd in 2005
- Sint-Franciscuskerk te Oudewater, 1887, gerestaureerd in 1985
- Sint-Dominicuskerk te Nijmegen, 1888, verloren gegaan bij het bombardement van 1944
- Onze Lieve Vrouw ten Hemelopneming, 1888 te Oudenrijn, in 1940 overgeplaatst naar Onze Lieve Vrouw ten Hemelopneming te De Meern, gerestaureerd in 1987
- Onze Lieve Vrouw Tenhemelopneming te Joppe bij Gorssel, 1889, intact gebleven
- Sint-Martinuskerk te Doesburg, 1889, verplaatst naar een nieuwe kerk aan de Juliana van Stolberglaan in Doesburg.
- Sint-Laurentiuskerk (Voorschoten), in 2011 gerestaureerd
- Johannes de Doperkerk te Oosterhout, 1890, intact en in 2006 gerestaureerd
- Sint-Jozefgesticht te Deventer, 1890, nu als koororgel geplaatst in de Heilig Hartkerk aan de Ploegstraat te Eindhoven
- R.K. Blindeninstituut te Amsterdam, 1890, overgebracht naar Wamel
- Sint-Martinuskerk te Sneek, 1891, intact en in 1997 gerestaureerd
- Concertgebouw te Amsterdam, 1891, gerestaureerd in 1993
- Maria van Jessekerk te Delft, 1893, gepneumatiseerd in 1931 gereconstrueerd / gerestaureerd door de fa. Elbertse in 2009
- Onze Lieve Vrouw Onbevlekt Ontvangenkerk te Erica, 1893, gewijzigd in 1968
- Onze Lieve Vrouw ten Hemelopnemingkerk te Kockengen, 1894
- Doopsgezinde kerk te Deventer, 1894
- Nederlands-hervormde kerk te Ursem, 1894, gaaf bewaard gebleven
- Sint-Hiëronymushuis te Utrecht, 1895, wordt tot 2008 gerestaureerd en verplaatst naar Onze Lieve Vrouw ten Hemelopnemingkerk te Wijhe
- Onze Lieve Vrouw ten Hemelopneming te Zwolle, 1896, gerestaureerd in 1983 en 2005
- Sint-Dominicuskerk te Alkmaar, 1897, in 1984 verplaatst naar de Sint-Willibrorduskerk te Bodegraven
- Maria Magdalenakerk te Maasland, 1898, gerestaureerd in 1996
- Sint-Antoniuskerk te Rotterdam, 1898, verwoest bij het bombardement van 1940
- Sint-Antoniuskerk te Kortenhoef, 1898, verplaatst en uitgebreid in 1994

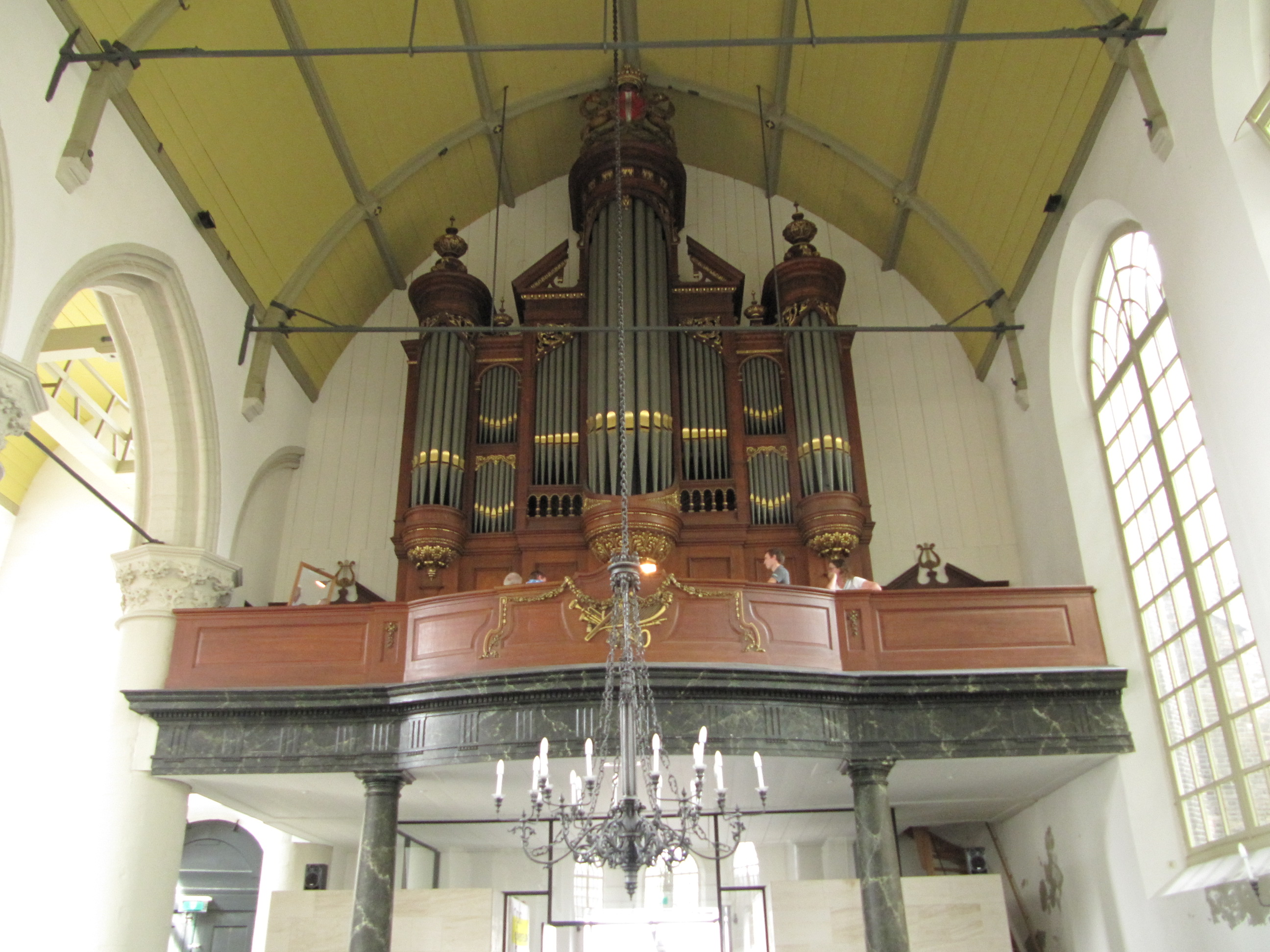
Orgel Augustijnerkerk Dordrecht

- Hervormde kerk of Augustijnenkerk te Dordrecht, 1899, hersteld in 1983 en nog in goede staat. In 2019 is er groot onderhoud gepleegd.
- Sint-Johannes de Deo Gasthuis (tegenwoordig Utrechts Conservatorium), 1898. In 1977 overgeplaatst naar de Sint-Antonius Abtkerk in Loo (Duiven)
- Sint-Martinuskerk te Groningen, 1900. Sinds 1982 in omgebouwde staat te Beckum (Duitsland)
- Sint-Lambertuskerk te Kralingen, 1900, in 1982 gerestaureerd
- Nieuwe Sint-Jacobskerk te 's-Hertogenbosch, 1901
- Hervormde kerk Geervliet 1902, gerestaureerd en geplaatst te Bergeijk, Hofkerk in 2001

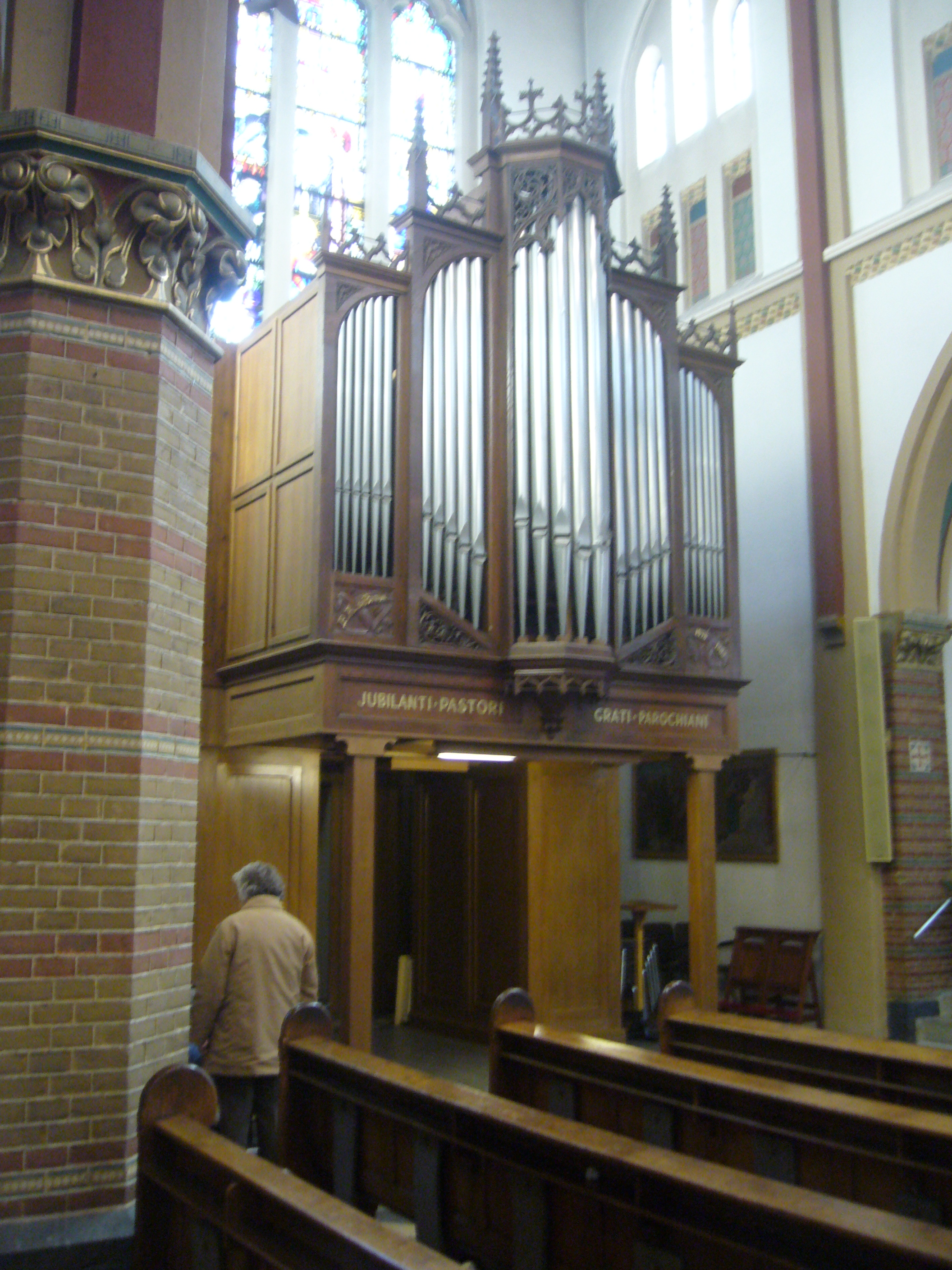
Onze-Lieve-Vrouw Hemelvaartkerk (Loosduinen)

- Onze Lieve Vrouw Hemelvaartkerk te Loosduinen 1903, intact en gerestaureerd in 1986
- Sint-Catharinakathedraal te Utrecht, 1903, uitgebreid in 1939 en hersteld in 1996
- Oosterparkkerk te Amsterdam, 1904, later sterk gewijzigd
- Adelskerk te Oud Beets, 1904, in 1957 overgeplaatst naar de Zuiderkerk te Drachten
- Dorpskerk (Wijk aan Zee), 1905, ongewijzigd bewaard gebleven, gerestaureerd in 2001.
- Sint-Jozefkathedraal te Groningen, 1906, gerestaureerd in 2005
- Heilig Hart of Paterskerk of Augustijnenkerk te Eindhoven, 1906, gerestaureerd in 1981
- Johannes de Doperkerk te Meddo, 1906, gerestaureerd in 1982 en goed bewaard gebleven
- Pancratiuskerk te 's-Heerenberg, 1906/1907, gewijzigd in 1957/1958 en gerestaureerd door Elbertse Orgelmakers in 2012
- Sint-Nicolaasbasiliek te IJsselstein, 1908, gerestaureerd in 1990
- Remonstrantse kerk te Dordrecht, 1908, gerestaureerd in 1966 en 2000 door fa. Slooff te Ouderkerk a.d. IJssel
- Sint-Plechelmusbasiliek te Oldenzaal, 1909, in 1947 verdwenen, dispositie deels hergebruikt voor nieuwbouw Pels-orgel in dat jaar voor genoemde kerk
- Emmauskerk te Nieuwegein, 1910, afkomstig uit het pensionaat St. Marie te Roosendaal. Bij de overplaatsing naar Nieuwegein in 1977 ingrijpend gerestaureerd door Jos. Vermeulen te Alkmaar.
- Sint-Nicolaaskerk te Lettele, 1911, in 1996 gerestaureerd en goed bewaard gebleven
- Sint-Blasiuskerk te Delden, 1912, gewijzigd in 1969
- Sint-Nicolaas en Gezellenkerk te Delft, 1912
- Sint-Hildegardiskerk te Rotterdam, 1913
- Bonifatiuskerk te Elden, 10-12-1916, is na Michaëls dood door zijn meesterknechten vervaardigd onder de firmanaam Maarschalkerweerd & Zoon